# HD 189733
HD 189733は、太陽系から約63光年の距離にある、こぎつね座の連星。M27（亜鈴状星雲）から0.3度ほど離れている。主星 HD 189733 A（以下 A星）は橙色の主系列星、伴星 HD 189733 B（以下 B星）は赤色矮星と推定される。2005年にはトランジット（掩蔽）観測によって惑星 HD 189733 b（以下 惑星b）が発見された。見かけの等級が7.66であるため肉眼では観測できない。

## 概要
A星はスペクトル型K0の橙色の主系列星と考えられているが、かつてはG5型の黄色の主系列星でソーラーツインだとされていた。
A星の表面には黒点があるため、自転によって光度が1.5%ほど変化する。このためりゅう座BY型変光星に分類され、こぎつね座V452星とも呼ばれる。
2006年に発見されたB星は非常に小さな、おそらくM型の赤色矮星である。A星から216天文単位離れており、太陽系から見て時計回りの（惑星bの軌道平面と直角に近い）軌道を約3,200年の周期で回っている。
惑星bは木星より15%ほど大きく、A星を約2日で公転している。2007年にはスペクトルの観測によって水蒸気の存在が確認され、翌年にはメタンも検出された。系外惑星で水が発見されたのは2例目、メタンは初めてである。また2007年、スピッツァー宇宙望遠鏡での赤外線観測に基いて惑星表面の温度分布図が作成された。これは史上初の太陽系外惑星の「地図」である。
この星のトランジット観測は日本でも何度か行われており、その中には高校の天文部によるものもある。